# En la soledad
En la soledad es el título del sexto álbum de estudio grabado por el intérprete mexicano Emmanuel. Fue lanzado al mercado bajo el sello discográfico RCA Víctor en 1983. El álbum fue grabado en Italia; aunque mezclado y masterizado en México.
Con este disco continua su aventura en busca de la conquista de nuevos mercados por consiguiente, su internacionalización.
Con este y con el siguiente álbum Emmanuel (1984) le servirían como llave de entrada y carta de presentación, para la conquista de Europa, con los cuales y por mencionar un claro ejemplo, logra actuar por vez primera en España.

## Lista de canciones
| En la soledad |                                                          |                                                                |          |  |
| N.º           | Título                                                   | Escritor(es)                                                   | Duración |  |
| 1.            | «Tengo»                                                  | Emmanuel · Shel Shapiro                                        | 4:19     |  |
| 2.            | «Estoy loco»                                             | Juan Carlos Noroña                                             | 4:01     |  |
| 3.            | «Pertenezco a ti» (Io appartengo a te)                   | Mia Martini Adapt: al español: Graciela Carvallo               | 3:16     |  |
| 4.            | «Por»                                                    | Emmanuel · Shel Shapiro                                        | 3:09     |  |
| 5.            | «Sólo voy» (Solo noi)                                    | Maurizio Piccoli Adapt: al español: Emmanuel                   | 4:35     |  |
| 6.            | «Si ese tiempo pudiera volver» (Bambolina, bambolina)    | Mia Martini Adapt: al español: Emmanuel · Mario Arturo Ramos   | 4:40     |  |
| 7.            | «El último día de otoño» (Solo all 'ultimo piano)        | Amedeo Minghi Adapt: al español: Emmanuel · Mario Arturo Ramos | 4:10     |  |
| 8.            | «El rey azul» (Nel Sole, Nel Blu)                        | Aldo Donati Adapt: al español: Emmanuel                        | 4:20     |  |
| 9.            | «El año que vendrá... querido amigo» (L' anno che verrá) | Lucio Dalla Adapt: al español: Emmanuel                        | 4:04     |  |

## Créditos
- Emmanuel - voz (México)
- Flaviano Cuffari - batería (Italia)
- Luciano Cicaglione - guitarra eléctrica (Italia)
- Giorgio Cocilovo - guitarra eléctrica (Italia)
- Paola Dunna Ruma e Mino Fabiano - bajo (Italia)
- Walter Savelli - teclados (Italia)
- Ray Morris - guitarra eléctrica y guitarra acústica (Inglaterra)
- Óscar Rocchi - teclados (Italia)
- Ricardo Toral - teclados y sintetizadores (México)
- Julio Vera - percusión (México)
- Adolfo Diaz Rincón - saxofón (México)

- Datos: Q5832074